# 城郊村
城郊村，是中华人民共和国广东省广州市从化区街口街道所辖的一个行政村。